# 蜡叶散囊菌
蜡叶散囊菌（学名：Eurotium herbariorum）是属于散囊菌目发菌科散囊菌属的一种真菌，可生长在土壤、虫粪、红果、木屑、粮食、霉腐物等基物上。该种分布于中国、澳大利亚、埃塞俄比亚、法国、荷兰、印度、日本、肯尼亚、南非、但桑尼亚、英国、前南斯拉夫等地。
蜡叶散囊菌是灰绿曲霉（Aspergillus glaucus）的有性型。